# Mohamed Aziz
Pour le libraire de Rabat, voir Mohamed Aziz (libraire)
Mohamed Aziz est un footballeur international marocain né le 2 décembre 1984 à Sebt Jahjouh.
Il est le joueur le plus capé de l’histoire du RS Berkane.

## Biographie
Il reçoit sa première sélection en équipe du Maroc le 24 janvier 2016, contre le Rwanda. Ce match perdu 1-4 rentre dans le cadre du Championnat d'Afrique des nations 2016

## Palmarès
RS Berkane
- Coupe de la confédération (2) :
  - Vainqueur : 2019-20, 2021-22
  - Finaliste : 2018-19.

- Coupe du Maroc (2) :
  - Vainqueur : 2018, 2020-21